# Mutacja letalna
Mutacja letalna – niekorzystna mutacja genetyczna powodująca wystąpienie w organizmie wady lub wad upośledzających funkcjonowanie organizmu w stopniu znacznym i w konsekwencji śmierć jeszcze we wczesnych stadiach rozwojowych, na etapie zarodka, płodu rzadziej zaraz po porodzie, często przedwczesnym.
Do takich wad należy np. hemofilia u kobiet lub  buldogowatość głowy u bydła. Gen warunkujący wadę letalną jest najczęściej recesywny i jako taki przechodzi z pokolenia na pokolenie, co jakiś czas się ujawniając. Pierwszy raz mutacja letalna u zwierząt została opisana w 1905 przez Luciena Cuénota, a u roślin w 1908 przez Erwina Baura.

Przeczytaj ostrzeżenie dotyczące informacji medycznych i pokrewnych zamieszczonych w Wikipedii.